# Xadrez na Universíada de Verão de 2011
O xadrez foi disputado na Universíada de Verão de 2011 entre 15 de agosto e 21 de agosto no Meihua Hall em Shenzhen. Foram realizadas competições individuais masculinas e femininas e com equipes mistas.

## Quadro de medalhas
| Ordem | País         | Medalha de ouro | Medalha de prata | Medalha de bronze | Total |
| ----- | ------------ | --------------- | ---------------- | ----------------- | ----- |
| 1     | CHN China    | 3               | 1                | 2                 | 6     |
| 2     | MGL Mongólia |                 | 1                |                   | 1     |
| 3     | UKR Ucrânia  |                 | 1                |                   | 1     |
| 4     | GEO Geórgia  |                 |                  | 1                 | 1     |
| TOTAL | TOTAL        | 3               | 3                | 3                 | 9     |

| Evento               | Ouro            | Prata                       | Bronze         |
| -------------------- | --------------- | --------------------------- | -------------- |
| Individual masculino | CHN Li Chao     | CHN Wang Hao                | CHN Wang Yue   |
| Individual feminino  | CHN Tan Zhongyi | MGL Batkhuyagiin Möngöntuul | CHN Huang Qian |
| Equipe               | CHN China       | UKR Ucrânia                 | GEO Geórgia    |